# Piechowice
Piechowice (niem. Petersdorf) – miasto w Polsce, na Śląsku, w województwie dolnośląskim, w powiecie karkonoskim.
W latach 1945–1954 siedziba wiejskiej gminy Piechowice. W latach 1975–1998 miasto administracyjnie należało do województwa jeleniogórskiego.
Miejscowość leży nad Kamienną, niewielką rzeką dorzecza Odry, dopływem Bobru oraz uchodzącym doń w Piechowicach dopływem – Małą Kamienną.
Według danych GUS z 1 stycznia 2023 r. miasto miało 5798 mieszkańców (524. miejsce w kraju).

## Położenie
Do Piechowic należą części miejscowości (niektóre mają status osiedla): Górzyniec, Michałowice, Pakoszów, Piastów. W latach 1976–1997 dzielnicą Piechowic był także Jagniątków, przyłączony 1 stycznia 1998 r. do graniczącej z nim Jeleniej Góry. Miasto położone jest na wysokości 360–480 m n.p.m., a granica administracyjna sięga aż do wysokości 1509 m n.p.m., gdzie znajduje się drugi co do wielkości szczyt polskich Karkonoszy – Wielki Szyszak.

## Sąsiednie gminy
Gmina graniczy z gminami: Jelenia Góra, Stara Kamienica, Szklarska Poręba oraz z Czechami (przez szczyty Karkonoszy).

## Historia

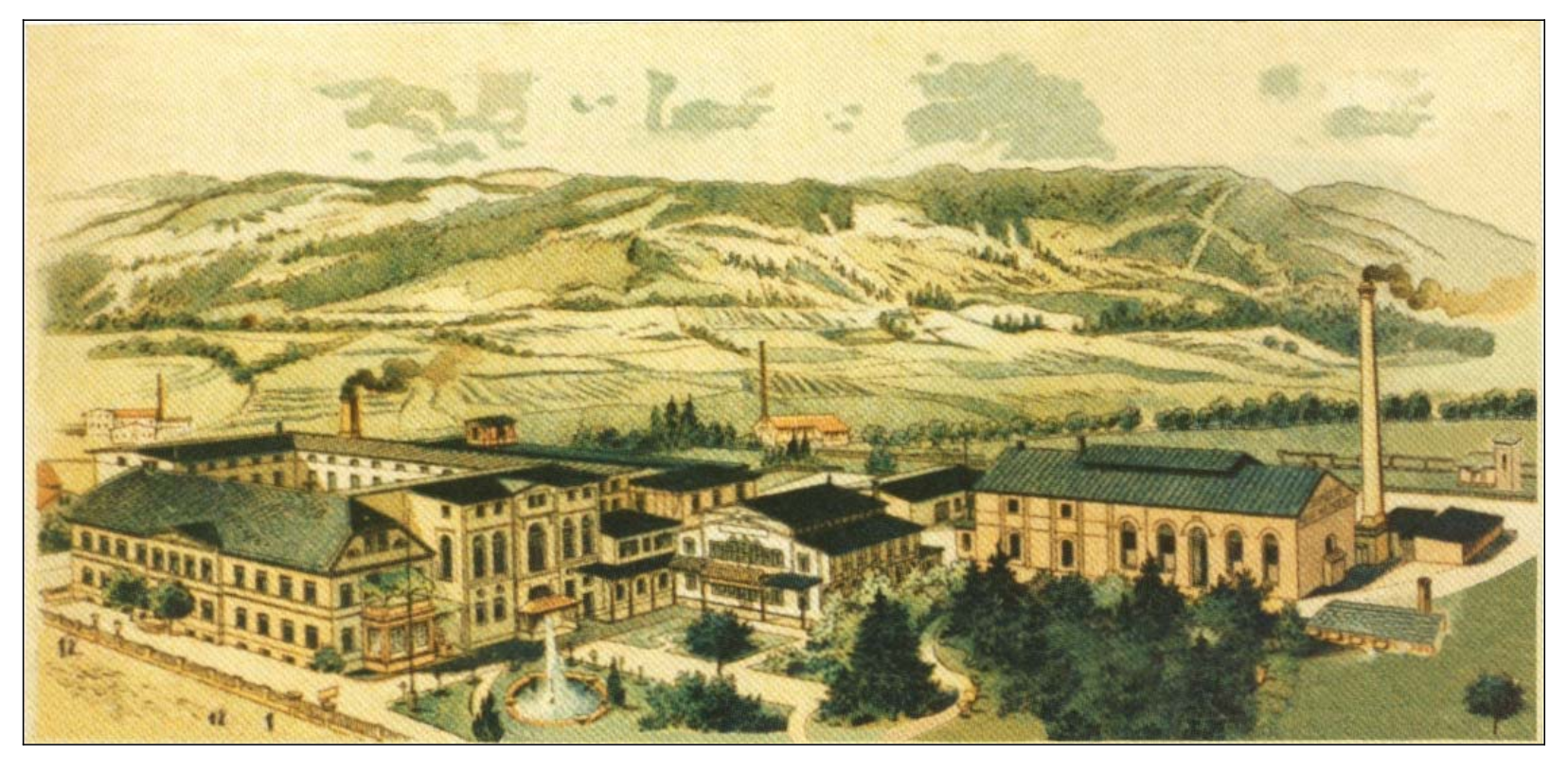
Huta szkła w Piechowicach (prawdopodobnie koniec XIX wieku), pocztówka ze zbiorów Muzeum Karkonoskiego w Jeleniej Górze

Założone na przełomie XIII i XIV wieku, prawa miejskie uzyskało dopiero w 1967 r.(przy czym sąsiednie wsie jako osiedla znalazły się w obrębie nowo powstałego miasta). Geneza miasta wiąże się z Hansem Paterem, który zbudował młyn na terenie dzisiejszych Piechowic na początku XIV w. – stąd też nasiębierne koło młyńskie we współczesnym herbie miasta. Późniejsze wieki przyniosły rozwój tradycji szklarskich (obecną hutę założył Franz Heckert), podobnie jak w sąsiedniej Szklarskiej Porębie. Nowoczesny przemysł pojawił się w Piechowicach w XX w., co wynika z doprowadzenia kolei (w grudniu 1891 r., przedłużona do Szklarskiej Poręby i Kořenova w czerwcu 1902 r.) i budowy zakładów. Z uwagi na brak działań wojennych w czasie II wojny światowej przeniesiono do Piechowic produkcję z niektórych zakładów Berlina. Pozostały z tego okresu instalacje obronne (np. bunkry w Cichej Dolinie – obecnie znane w Polsce siedlisko nietoperzy).

### Nazwy historyczne
- Petirsdorf – 1305 rok
- Petersdorff – 1550 rok
- Pettersdorff – 1687 rok
- Pettersdorf – 1727 rok
- Petersdorf – 1747 rok
- Pitschdorf, Petersdorf – 1845 rok
- Piotrowice – 1945 rok
- Piechowice – 1946 rok[4]

### Nazwy ulic
Piechowice aż do 2017 roku posiadały ulice, których patronami były osoby związane z ruchem komunistycznym. Dopiero w 2017 przemianowano szereg ulic, nadając im nowe nazwy, nawiązujące w znacznej mierze do charakteru i przeszłości miasta:
- Michała „Roli” Żymierskiego została przemianowana na Kryształową
- Aleksandra Zawadzkiego (w Górzyńcu) na Izerską
- 22 lipca na Lipową (przywrócenie nazwy)
- Mariana Buczka na Papierników
- Karola Świerczewskiego na Przemysłową
- Marcelego Nowotki na Robotniczą[5].

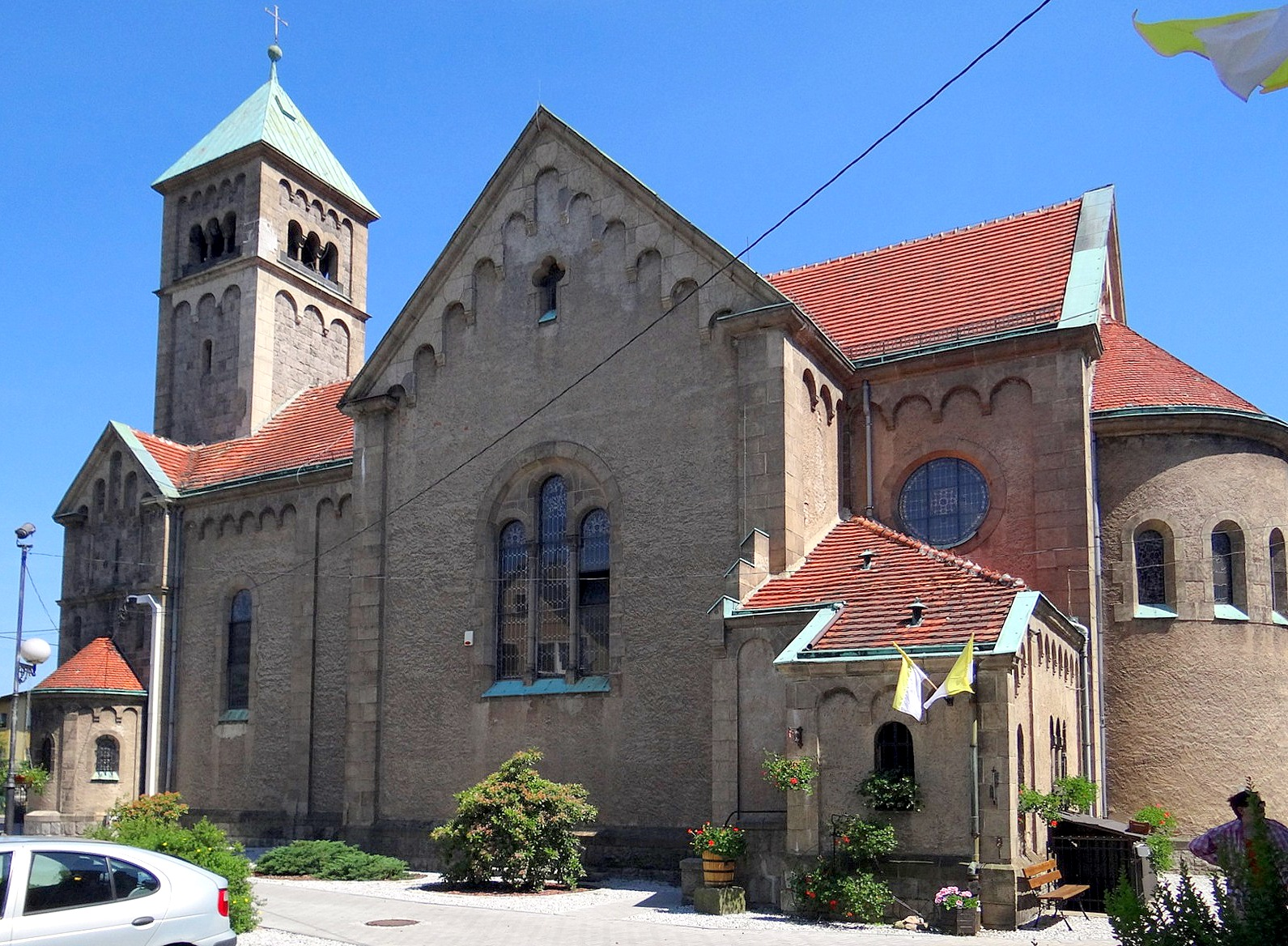
Neoromański kościół św. Antoniego Padewskiego

## Zabytki

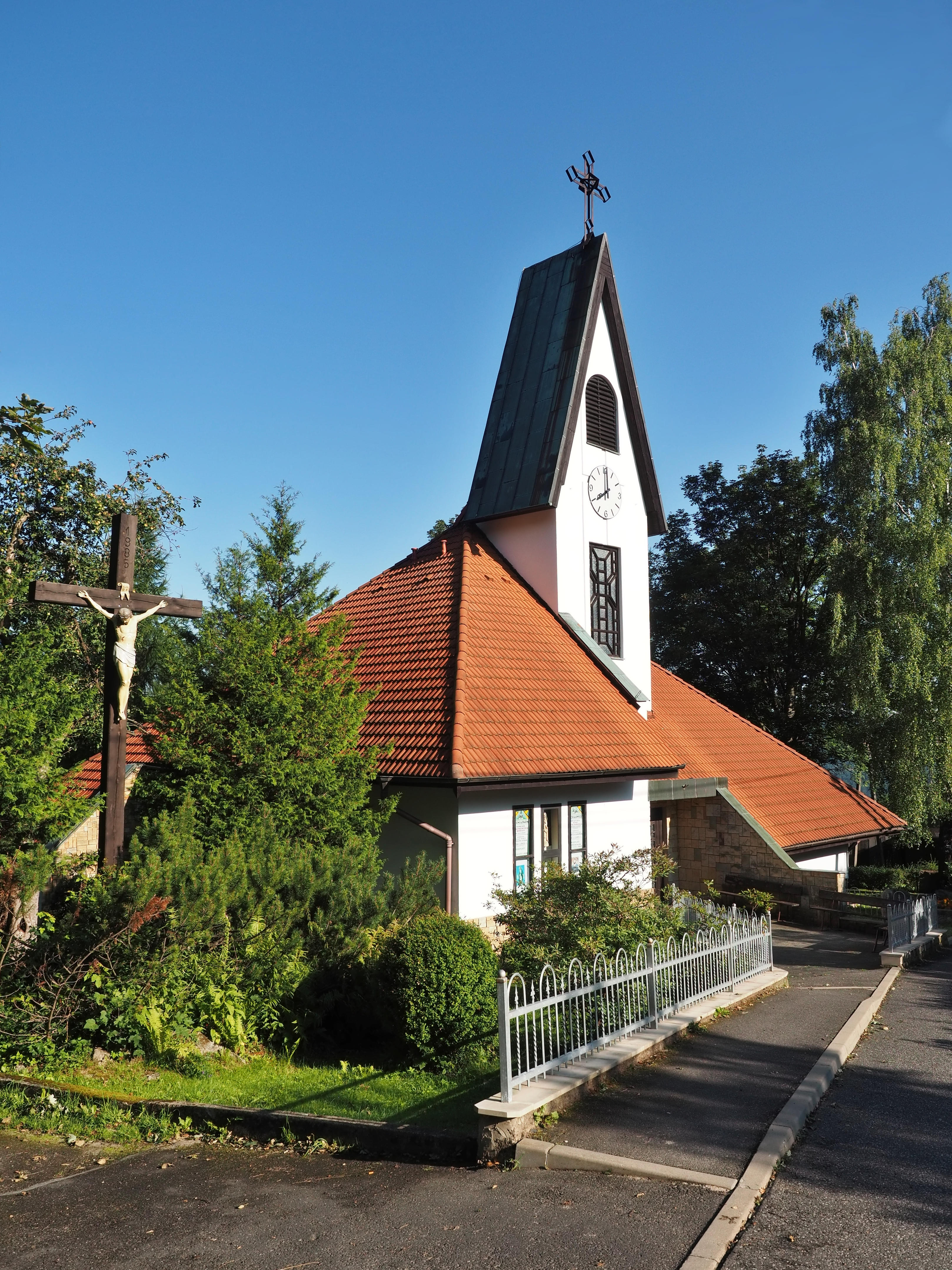
Kościół filialny pw. Marii Matki Kościoła w Piechowicach Michałowicach

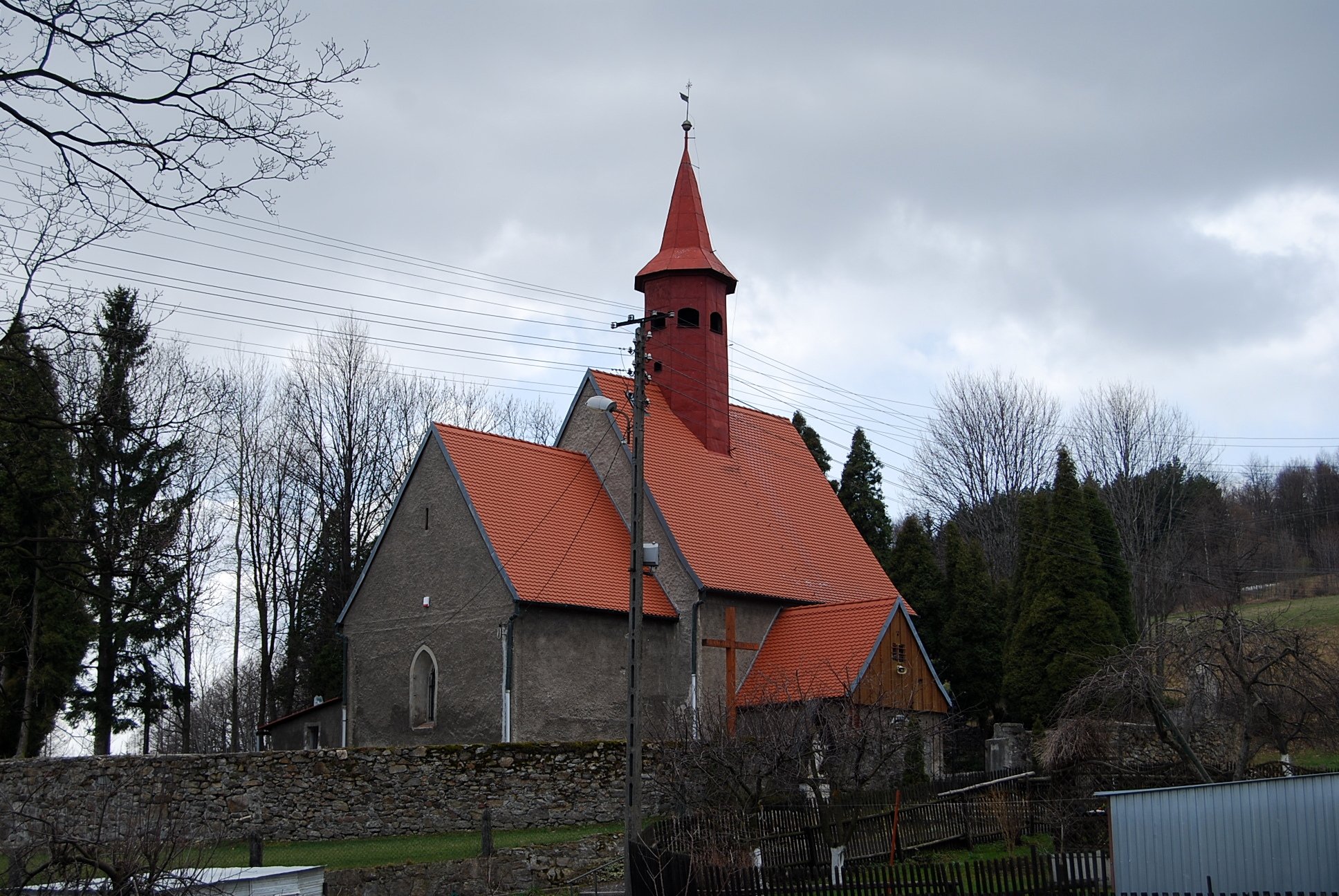
Kościół filialny Bożego Ciała w Piechowicach Piastowie

W wojewódzkim rejestrze zabytków na liście zabytków wpisane są obiekty::
- dom, ul. Boczna 17 (d. 8), szachulcowy, z XVIII/XIX w.
- pensjonat „Uroczysko”, ul. Wczasowa 6, murowano-drewniany, z 1890 r.
- kolejowa wodociągowa wieża ciśnień, ul. Kolejowa, z 1909 r.

Pakoszów Do wojewódzkiego rejestru zabytków wpisane są obiekty:
- zespół pałacowy, z XVII w., przebudowany w XIX w.:
  - pałac, barokowy, nad Kamienną z 1725 roku.
  - park.

Piastów Do wojewódzkiego rejestru zabytków wpisane są obiekty:
- kościół fil. pw. Bożego Ciała, późnogotycki, z drugiej poł. XIV w., przebudowany w XV/XVI w.
- cmentarz, z drugiej poł. XIX w.
- ogrodzenie z bramą.

W centrum miejscowości neoromański kościół katolicki św. Antoniego Padewskiego, przy którym znajduje się makieta nieistniejącego kościoła ewangelickiego.

## Struktura powierzchni
Według danych z 2023 r. Piechowice mają obszar 43,17 km², w tym:
- użytki rolne: 16%
- użytki leśne: 71% (w tym teren Karkonoskiego Parku Narodowego).

Miasto stanowi 6,89% powierzchni gminy.

## Demografia
Dane z 30 czerwca 2017:
| Opis                              | Ogółem | Ogółem | Kobiety | Kobiety | Mężczyźni | Mężczyźni |
| --------------------------------- | ------ | ------ | ------- | ------- | --------- | --------- |
| Jednostka                         | osób   | %      | osób    | %       | osób      | %         |
| Populacja                         | 6314   | 100    | 3289    | 52,09   | 3025      | 47,91     |
| Gęstość zaludnienia [mieszk./km²] | 146,08 | 146,08 | 76,09   | 76,09   | 69,99     | 69,99     |

Piramida wieku mieszkańców Piechowic w 2014 roku.

## Komunikacja

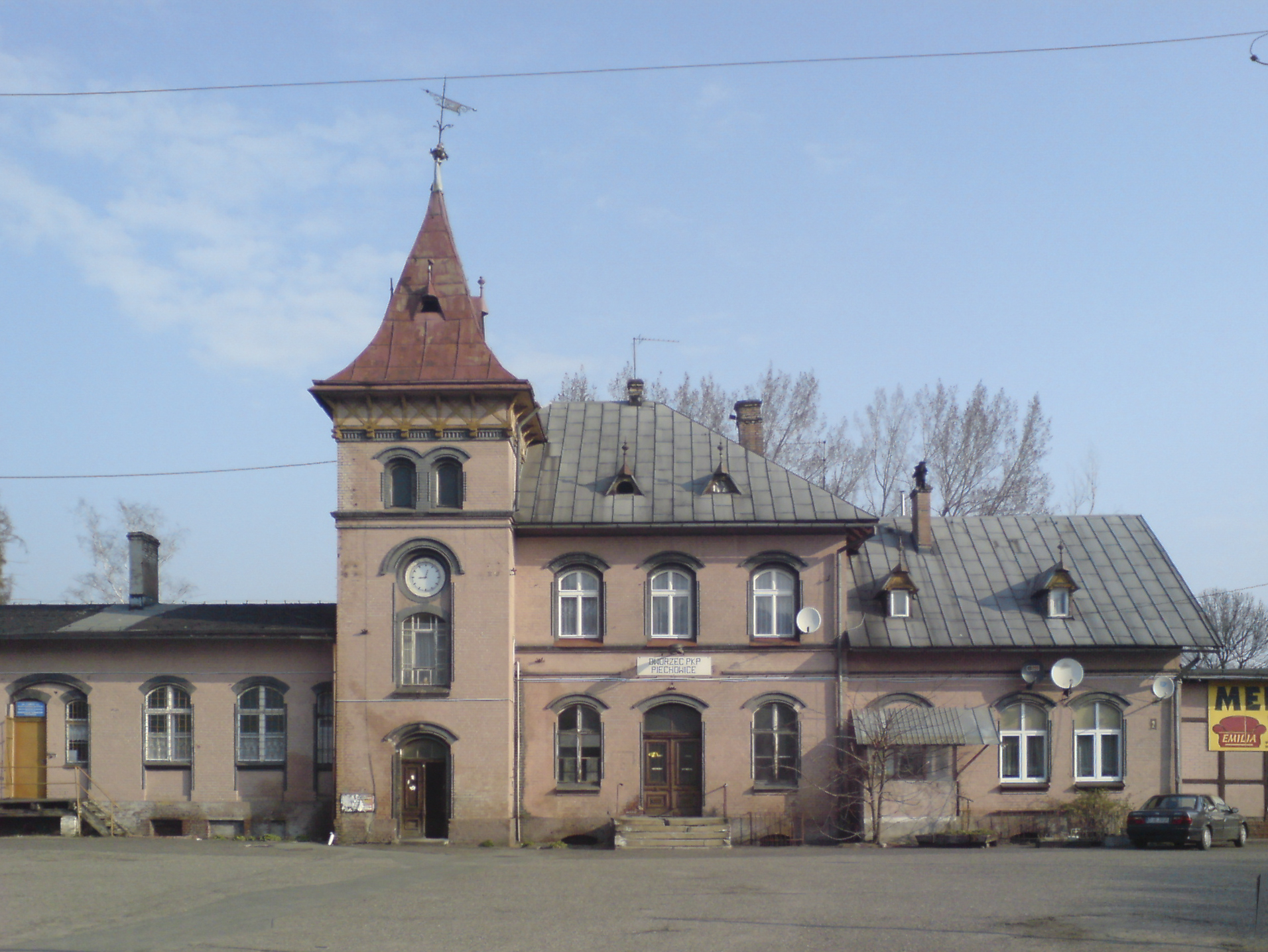
Dworzec kolejowy w Piechowicach

Piechowice leżą na trasie drogi krajowej nr 3, która przebiega na odcinku Świnoujście – Jakuszyce oraz stanowi polską część międzynarodowej trasy E65 z Malmö do Chania. Od drogi krajowej nr 3 odchodzi droga wojewódzka nr 366 z Piechowic do Kowar, stanowiąca zarazem główną ulicę miasta (ul. Kryształowa). Miasto jest skomunikowane z Jelenią Górą, Szklarską Porębą i Karpaczem (pociągi lub autobusy).
Funkcjonuje połączenie MZK z Jelenią Górą oraz PKS Tour Jelenia Góra z Jelenią Górą i Karpaczem.

## Oświata i sport
W mieście działają 2 przedszkola, 2 szkoły podstawowe i zespół szkół ponadgimnazjalnych (zawodówka, technikum i liceum). Po ukończeniu szkoły podstawowej absolwenci wybierają zwykle szkoły w Jeleniej Górze.
Piechowicki sport to przede wszystkim
- Klub Sportowy Lechia Piechowice. Klub dzieli się na sekcję rowerową i piłkarską, dysponuje stadionem. Prezesem zarządu jest Jacek Kamiński, a wiceprezesem Daniel Potkański. Do klubu należał Marek Galiński – wielokrotny mistrz Polski w kolarstwie górskim i czterokrotny olimpijczyk (w 2008 r. w polskiej reprezentacji na igrzyskach w Pekinie). Z uwagi na dużą liczbę górskich tras rowerowych Piechowice są obecnie promowane jako „Kraina rowerów”.
- Uczniowski Klub Sportowy "Krokus" Piechowice. W klubie są dwie sekcje: biathlon i narciarstwo biegowe. Klub wśród swoich wychowanków ma wielu medalistów mistrzostw polski. Do klubu należeli Konrad Badacz – wielokrotny mistrz polski w biathlonie, mistrz świata juniorów młodszych w biathlonie z 2021 oraz dwukrotny medalista Zimowego Olimpijskiego Festiwalu Młodzieży Europy 2022, na którym zdobył srebro w biegu indywidualnym oraz brąz w sztafecie mieszanej razem z Barbarą Skrobiszewską – wychowanką UKS Krokus, wielokrotną medalistką mistrzostw polski juniorów w biathlonie.

## Kultura
Artystyczną wizytówką miasta jest położone w Karkonoszach osiedle Michałowice, w którym funkcjonują: galeria sztuki Pawła Trybalskiego (malarstwo surrealistyczne i metaforyczne) oraz Teatr Nasz i Teatr Cinema. Oba teatry mają charakter niepubliczny, Teatr Nasz specjalizuje się w kabarecie i regularnie wystawia spektakle dla mieszkańców i turystów, a Teatr Cinema interesuje się eksperymentami artystycznymi, uczestnicząc zarazem w krajowych i zagranicznych festiwalach. Funkcje kulturalne pełni również Piechowicki Ośrodek Kultury. Coroczną imprezą kulturalną miasta jest „Kryształowy weekend”, podczas którego prezentują się m.in. wytwórcy kryształów i grawerzy. W Piechowicach funkcjonuje huta szkła Julia, ręcznie produkująca szkło kryształowe wysyłane do Polski i na cały świat.

## Turystyka

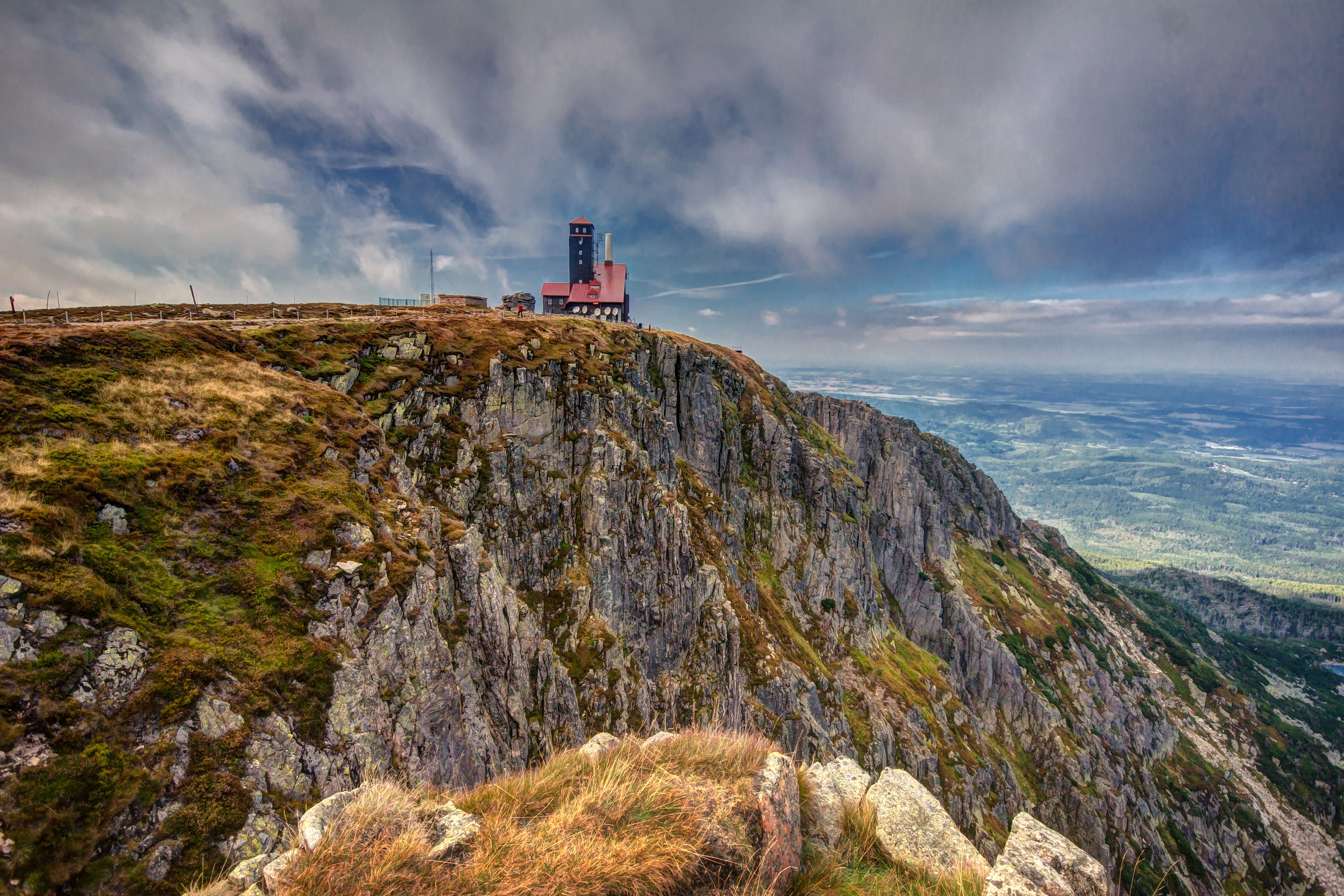
Śnieżne Kotły

Na terenie gminy przebiega wiele szlaków turystycznych PTTK i ścieżek rowerowych. W granicach miasta znajduje się Wodospad Szklarki oraz Śnieżne Kotły. W centralnej części miasta przy ul. Kryształowej rośnie 500-letni cis (dawniej uznawany za 700-letni) o wysokości ponad 10 m i obwodzie 292 cm, od 1994 objęty ochroną jako pomnik przyrody. Na pograniczu miasta znajduje się także Rezerwat przyrody Krokusy w Górzyńcu utworzony w 1962 roku w celu zachowania dla potrzeb nauki i dydaktyki, prawdopodobnie naturalnego stanowiska szafrana (Crocus L.) – znanego już w roku 1811. Rezerwat chroni izolowane, jedyne poza Tatrami i ich przedpolem, stanowisko tego gatunku w Polsce. Na terenie miasta zabytki: kościół w Piastowie z XIV w., kościół neoromański z początku XX w., założenie pałacowe w Pakoszowie z XVIII w. oraz ośrodek wypoczynkowy Uroczysko w Michałowicach – dawne sanatorium Luftwaffe. We wrześniu 2013 otworzono w centrum „Szklany Park”, w którym znajdują się wykonane w szkle technologią laserową 3D zdjęcia istniejącego niegdyś w tym miejscu cmentarza i kościoła ewangelickiego oraz zdjęcia Huty Szkła Kryształowego Julia. Całość podświetlana jest diodami LED.

## Szlaki turystyczne
- Piechowice – Bobrowe Skały
- Przełęcz pod Śmielcem – Piechowice – Schronisko PTTK „Kochanówka” – Schronisko PTTK „Pod Łabskim Szczytem”
- Borowice – Przesieka – Piechowice – Szklarska Poręba[11]

## Miasta partnerskie
- Úpice (Czechy)